# 남원한빛중학교
남원한빛중학교(南原한빛中學校)는 대한민국 전북특별자치도 남원시 월락동에 있는 공립 중학교이다.

## 학교 연혁
- 1980년 1월 24일 : 학교 설립 24학급 인가
- 1980년 3월 5일 : 용성여자중학교 개교
- 2001년 3월 1일 : 남원한빛중학교 개명(남·여 공학)
- 2021년 9월 1일 : 제17대 최용호 교장 부임
- 2024년 1월 5일 : 제42회 졸업(138명, 총 11,610명)
- 2024년 3월 4일 : 제45회 신입생 입학 (136명)

## 참고 자료
- 남원한빛중학교 - 한국교육학술정보원 학교알리미